# Nagroda Star Screen za Najlepszą Muzykę
'Nagroda Star Screen za Najlepszą Muzykę to indyjska nagroda filmowa przyznawana przez jury składające się z osobistości świata filmowego. Nazwiska zwycięzców są ogłaszane co roku w styczniu.
- Zwycięzcy A.R. Rahman i Shankar-Ehsaan-Loy (3 razy), Rajesh Roshan i Nadeem-Shravan (2 razy).
- Nadeem-Shravan(1997-98) i A.R. Rahman(2008-09) dostali nagrodę dwa razy z rzędu.

Lista nagrodzonych:
| Rok  | Kierownik muzyczny | Film                  |
| 2009 | A.R. Rahman        | Jaane Tu Ya Jaane Na  |
| 2008 | A.R. Rahman        | Guru                  |
| 2007 | Vishal Bhardwaj    | Omkara                |
| 2006 | Shankar-Ehsaan-Loy | Bunty i Babli         |
| 2005 | Himesh Reshamiya   | Tere Naam             |
| 2004 | Shankar-Ehsaan-Loy | Gdyby jutra nie było  |
| 2003 | Ismail Darbar      | Devdas                |
| 2002 | Shankar-Ehsaan-Loy | Dil Chahta Hai        |
| 2001 | Rajesh Roshan      | Kaho Naa... Pyaar Hai |
| 2000 | A.R. Rahman        | Taal                  |
| 1999 | Jatin-Lalit        | Coś się dzieje        |
| 1998 | Nadeem-Shravan     | Pardes                |
| 1997 | Nadeem-Shravan     | Raja Hindustani       |
| 1996 | Rajesh Roshan      | Karan Arjun           |
| 1995 | R.D. Burman        | 1942: A Love Story    |